# Тучинський парк

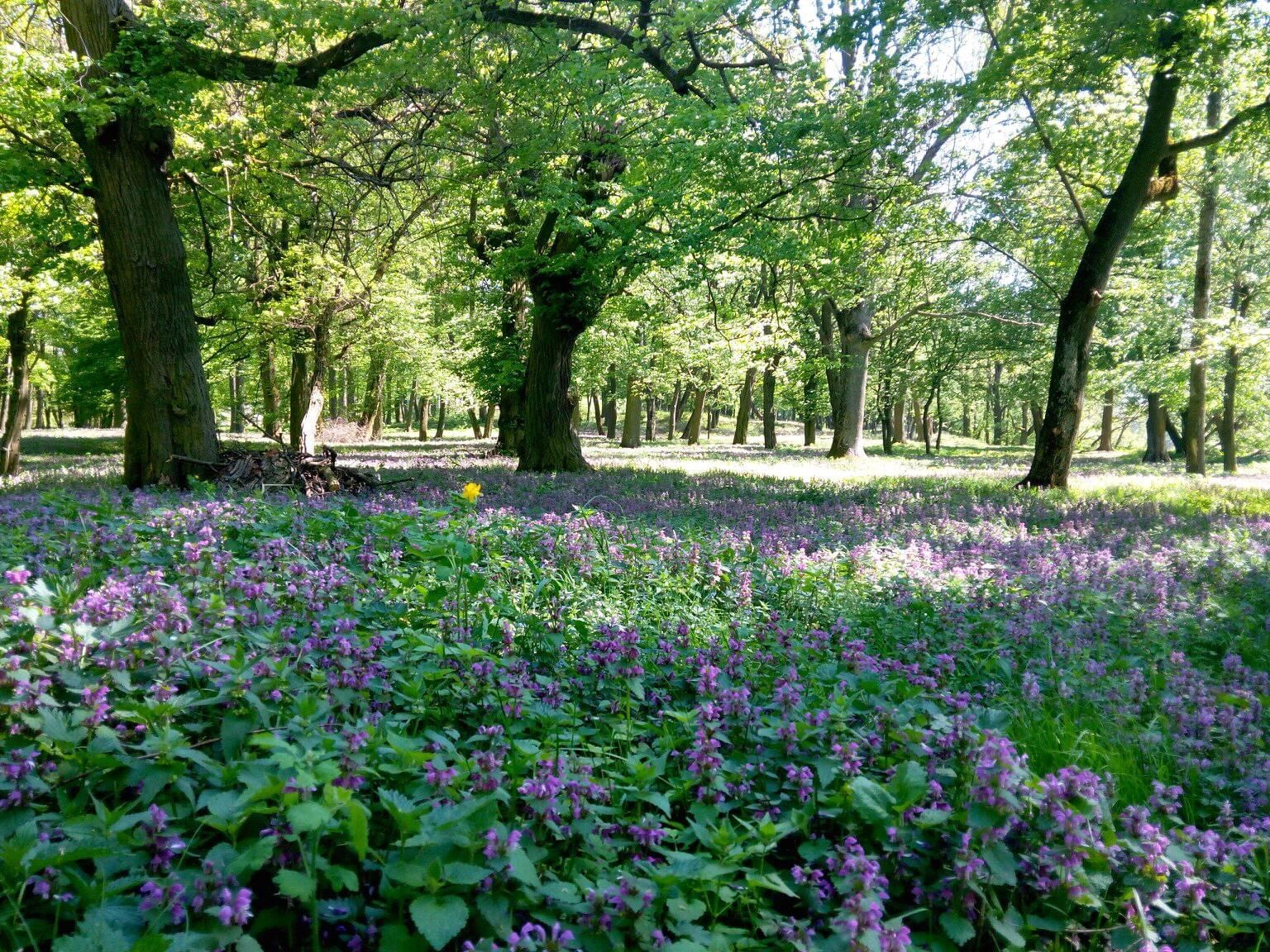
Аспект глухої кропиви пурпурової в Тучинському парку

Ту́чинський парк — парк-пам'ятка садово-паркового мистецтва місцевого значення в Україні. Об'єкт природно-заповідного фонду Рівненської області. 
Розташований у межах Гощанського району Рівненської області, в центрі села Тучин, на боровій терасі річки Горинь. 
Площа 10 га. Статус присвоєно рішенням Рівненського облвиконкому № 818 від 10.10.1967 року. Перебуває у землекористуванні: Тучинська сільська рада і Тучинська школа-інтернат.